# Pedomyia melanothrix
Pedomyia melanothrix là một loài ruồi trong họ Asilidae. Pedomyia melanothrix được Londt miêu tả năm 1994. Loài này phân bố ở vùng nhiệt đới châu Phi.